# Kennosuke Ezawa

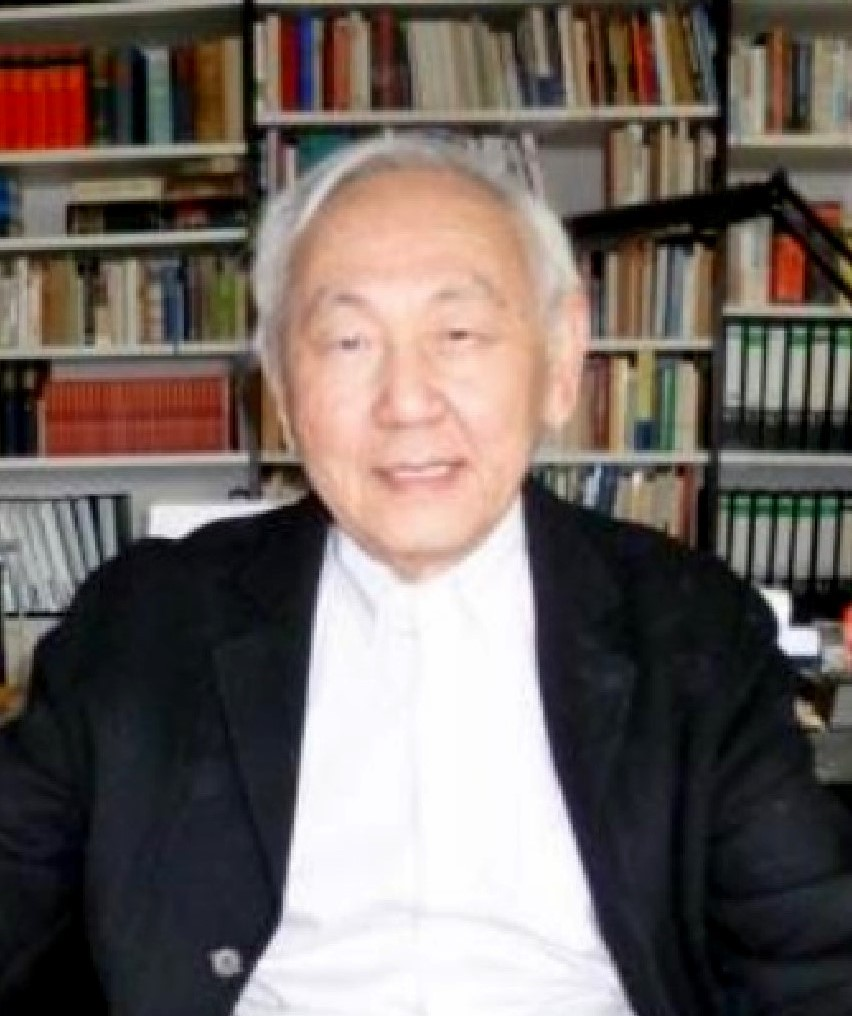
Ezawa Ken. 2014

Kennosuke Ezawa (japanisch 江沢 建之助, Ezawa Kennosuke; geboren 8. Oktober 1929 in der Präfektur Tokio; gestorben 16. Juli 2022 in Berlin) war ein japanischer Linguist und Autor.

## Leben und Wirken
Kennosuke Ezawa besuchte ab 1947 einen Vorbereitungskurs an der Keiō-Universität und begann 1949 ein Studium der Deutschen Literatur. Nach dem Abschluss 1952 folgten der Magisterkurs in der Fachrichtung Philosophie und 1953 die erste Anstellung als Dozent für deutsche Sprache an der Ingenieurwissenschaftlichen Fakultät seiner Alma Mater. Zwei große Lehrer haben ihn dabei besonders geprägt, der Grammatiker Sekiguchi Tsugio und der Philosoph Matsumoto Masao.
1958 entschloss sich Ezawa nach dem Tode seiner ersten Frau mit einem DAAD- und anschließenden Humboldt-Stipendium nach Deutschland zu gehen, wo er zunächst in Freiburg im Breisgau seine Studien fortsetzte. 1961 legte er als Voraussetzung für die beabsichtigte Promotion die Prüfung für das Große Latinum ab. Nach einer Tätigkeit im Herder-Verlag als Projektmitarbeiter promovierte er 1969 bei Eberhard Zwirner in Köln mit einer Dissertation über Phonetik. Mit Zwirner entwickelte sich eine fruchtbare Zusammenarbeit, die ab 1966 zu einer Mitherausgeberschaft seiner gesammelten Werke „Phonometrie“ (4 Bde., Karger, Basel/New York) führte.
Von 1971 bis 1994 war Ezawa Akademischer Rat/Oberrat für Linguistik am Deutschen Seminar der Universität Tübingen. Wissenschaftliche Lehre und Forschung als Gastprofessor an der Freien Universität Berlin, der Keiō-Universität in Tokio und von 1993 bis 1994 an der Humboldt-Universität wieder in Berlin lagen dazwischen. Ezawa heiratete 1965 seine zweite Frau, eine Deutsche. Es entfaltete sich ein fruchtbares akademisches Wirken in Verbindung mit dem an der Universität Tübingen lehrenden, rumänischen Sprachwissenschaftler Eugenio Coseriu (1921–2002).
Auch nach der Pensionierung 1994 blieb Ezawa der Wissenschaft in vielfältiger Weise verbunden. 1996 veranstaltete er eine „Internationale Konferenz über die kommende Informationsgesellschaft ‚Soft Society‘“ an der Humboldt-Universität als Projekt seiner Beschäftigung mit der allgemeinen Kulturtheorie in ost-westlicher Perspektive. Im Jahr 2000 kam es zur Gründung der „Ost-West-Gesellschaft für Sprach- und Kulturforschung e.V.“ in Verbindung mit der Humboldt-Universität. Geistiger Mittelpunkt war Coseriu, der allerdings 2002 verstarb, und der 1. Vorsitzende, nämlich Ezawa selbst.
Ezawa zog dann nach dem Tod seiner zweiten Frau 2003 im Jahr 2005 nach Berlin, blieb weiter wissenschaftlich aktiv. Im Jahr 2013 erschien eine Publikation über das Leben und Werk des Vorläufers der Linguistik, Georg von der Gabelentz (1840–1893), der Professor für Sinologie und allgemeine Sprachwissenschaft an der heutigen Humboldt-Universität war. Ezawa verfasste sie mit seiner Lebensgefährtin, Annemete von Vogel, die eine Urenkelin der Schwester des großen Sprachforschers ist. Bereits 2006 war Ezawas Buch „Ein Japaner in Deutschland. Die ‚moderaten‘ Deutschen“ erschienen.
Ezawa war der Vater des Künstlers Kota Ezawa und der Soziologin Aya Ezawa.

## Veröffentlichungen
- Sprachsystem und Sprechnorm. Studien zur Coseriuschen Sprachnormtheorie, Niemeyer Max, 1985
- Linguistik jenseits des Strukturalismus, Narr Francke Attempto, 2002
- Georg von der Gabelentz: Ein biographisches Lesebuch, Gunter Narr, 2013
- Ein Japaner in Deutschland: Die 'moderaten' Deutschen, Iudicium, 2006